# Полчениго
Полченѝго (на италиански: Polcenigo; на фриулски: Polcenic, Полченик) е малко градче и община в Северна Италия, провинция Порденоне, автономен регион Фриули-Венеция Джулия. Разположено е на 42 m надморска височина. Населението на общината е 3237 души (към 2010 г.).